# جيوفري كيز
جيوفري كيز (بالإنجليزية: Geoffrey Keyes)‏ هو عسكري أمريكي، ولد في 30 أكتوبر 1888 في Fort Bayard, New Mexico ‏ في الولايات المتحدة، وتوفي في 17 سبتمبر 1967 في Walter Reed Army Medical Center ‏ في الولايات المتحدة.

## وصلات خارجية
- جيوفري كيز على موقع الموسوعة البريطانية (الإنجليزية)